# ГЕС Тала
ГЕС Тала — гідроелектростанція на заході Бутану. Знаходячись після ГЕС Chhukha, становить нижній ступінь в каскаді на річці Wangchhu (в пониззі відома під назвою Raidāk), яка дренує південний схил Гімалаїв та на території індійського штату Ассам впадає праворуч до Брахмапутри.
В межах проекту річку за три кілометри нижче від виходу відвідного тунелю ГЕС Chhukha перекрили бетонною гравітаційною греблею висотою 92 метри та довжиною 129 метрів, яка потребувала 352 тис. м3 матеріалу. Вона утримує водосховище з площею поверхні 0,36 км2 та об'ємом 9,8 млн м3, в якому припустиме коливання рівня поверхні у операційному режимі між позначками 1352 та 1363 метри НРМ. Звідси ресурс спрямовується у три камери для видалення осаду розмірами 250х14х18,5 метра. Осад з них скидається назад у річку через тунель діаметром 3,5 метра, тоді як очищена вода подається до прокладеного через правобережний гірський масив головного дериваційного тунелю довжиною 23,3 км з діаметром 6,8 метра. На завершальному етапі він сполучений з верхнім балансувальним резервуаром шахтного типу висотою 161 метр та діаметром від 12 до 15 метрів. Далі ресурс через підземну камеру клапанів (розмір 38х9х19 метрів) переходить у два напірні водоводи довжиною понад 1 км з діаметром по 4 метри.
Машинний зал станції споруджений у підземному виконанні та має розміри 206х20 метрів при висоті 45 метрів, а доступ персоналу до нього здійснюється через тунель довжиною 0,4 км з перетином 8х7,5 метра. Крім того, існує так само підземний зал для трансформаторного обладнання розмірами 191х16 метрів та висотою 27 метрів. Основне обладнання станції становлять шість турбін типу Пелтон потужністю по 173,5 МВт, які при напорі у 819 метрів забезпечують виробництво майже 5 млрд кВт-год електроенергії на рік.
Відпрацьована вода повертається у річку по відвідному тунелю довжиною 3,1 км та діаметром 7,75 метра.
Видача продукції відбувається через ЛЕП, розраховані на роботу під напругою 400 та 220 кВ.
Як і інші великі гідроенергетичні проекти Бутану, ГЕС Тала споруджувалась у спілці з Індією та мала за головну мету виробництво електроенергії для експорту (власні потреби країни з населенням менше 1 млн осіб доволі незначні).